# Gediminas Bagdonas
Gediminas Bagdonas (Šiauliai, 26 december 1985) is een voormalig Litouws wielrenner die reed voor AG2R La Mondiale. Hij behaalde enkele overwinningen in Belgische wielerkoersen en was tevens succesvol op diverse Litouwse nationale kampioenschappen: hij werd in 2007, 2011 en 2018 nationaal kampioen tijdrijden en in 2012 en 2018 nationaal kampioen op de weg.

## Overwinningen
2005
1e etappe Tweedaagse van de Gaverstreek
2006
Dwars door het Hageland
2007
 Litouws kampioen tijdrijden, Elite
2e etapp, deel B Ronde van Antwerpen
Eindklassement Ronde van Antwerpen
2e etappe Triptyque des Barrages
Eindklassement Triptyque des Barrages
2009
Memorial Philippe Van Coningsloo
2010
4e etappe Ronde van Antwerpen
2011
2e en 4e etappe An Post Rás
Eindklassement An Post Rás
2e etappe Ronde de l'Oise
Eindklassement Ronde de l'Oise
 Litouws kampioen tijdrijden, Elite
7e etappe Ronde van Groot-Brittannië
2012
Ronde van Noord-Holland
3e en 8e etappe An Post Rás
Puntenklassement An Post Rás
Memorial Philippe Van Coningsloo
 Litouws kampioen op de weg, Elite
2e, 4e en 5e etappe Baltic Chain Tour
Eindklassement Baltic Chain Tour
2018
 Litouws kampioen tijdrijden, Elite
 Litouws kampioen op de weg, Elite
2019
 Litouws kampioen tijdrijden, Elite

## Resultaten in voornaamste wedstrijden
| Jaar | Ronde van Italië | Ronde van Frankrijk | Ronde van Spanje |
| ---- | ---------------- | ------------------- | ---------------- |
| 2011 |                  |                     |                  |
| 2012 |                  |                     |                  |
| 2013 |                  |                     |                  |
| 2014 |                  |                     |                  |
| 2015 |                  |                     | 154e             |
| 2016 |                  |                     | 134e             |
| 2017 |                  |                     |                  |
| 2018 |                  |                     |                  |
| 2019 |                  |                     |                  |

| Jaar | Milaan-San Remo | Gent-Wevelgem | Ronde van Vlaanderen | Parijs-Roubaix | Parijs-Tours |  | WK op de weg |
| ---- | --------------- | ------------- | -------------------- | -------------- | ------------ |  | ------------ |
| 2011 |                 |               |                      |                |              |  | 25e          |
| 2012 |                 |               |                      |                |              |  |              |
| 2013 |                 | opgave        | opgave               | 102e           | 120e         |  | opgave       |
| 2014 |                 | 152e          | opgave               | 47e            | opgave       |  |              |
| 2015 |                 | opgave        | opgave               | 111e           | opgave       |  | opgave       |
| 2016 | 156e            | 65e           | opgave               | 92e            |              |  | opgave       |
| 2017 | 126e            | 91e           | opgave               | opgave         | 45e          |  |              |
| 2018 |                 | 116e          | opgave               | opgave         |              |  |              |
| 2019 |                 | opgave        | opgave               |                | opgave       |  | opgave       |

| Jaar | Tour Down Under | Tirreno-Adriatico | Ronde van Zwitserland | Ronde van Polen | Eneco Tour BinckBank Tour |
| ---- | --------------- | ----------------- | --------------------- | --------------- | ------------------------- |
| 2013 | 118e            |                   |                       | 102e            | 65e                       |
| 2014 |                 |                   |                       | opgave          | 62e                       |
| 2015 |                 |                   |                       | 105e            |                           |
| 2016 | 105e            |                   |                       |                 | 39e                       |
| 2017 |                 | 96e               | 125e                  |                 | 62e                       |
| 2018 |                 |                   |                       |                 | 49e                       |
| 2019 | 116e            |                   |                       |                 |                           |

(*) tussen haakjes aantal individuele etappe-overwinningen

## Ploegen
- 2007 –  Klaipeda-Splendid Cycling Team
- 2008 –  Ulan
- 2009 –  Team Piemonte (tot 31-5)
- 2011 –  An Post-Sean Kelly
- 2012 –  An Post-Sean Kelly
- 2013 –  AG2R La Mondiale
- 2014 –  AG2R La Mondiale
- 2015 –  AG2R La Mondiale
- 2016 –  AG2R La Mondiale
- 2017 –  AG2R La Mondiale
- 2018 –  AG2R La Mondiale
- 2019 –  AG2R La Mondiale